# Chrysophyllum viride
Chrysophyllum viride är en tvåhjärtbladig växtart som beskrevs av Carl Friedrich Philipp von Martius, August Wilhelm Eichler och Friedrich Anton Wilhelm Miquel. Chrysophyllum viride ingår i släktet Chrysophyllum och familjen Sapotaceae. IUCN kategoriserar arten globalt som nära hotad. Inga underarter finns listade i Catalogue of Life.